# ویتک ۳۰۲۵۳
سیارک ۳۰۲۵۳ (به انگلیسی: 30253 Vitek، نامگذاری:2000HF24) سی هزار و دویست و پنجاه و سومین سیارک کشف شده‌است که در ۳۰ آوریل ۲۰۰۰ کشف شد.